# Église Saint-Louis de Leyde
Pour les articles homonymes, voir Église Saint-Louis.
L'église Saint-Louis (en néerlandais : Heilige Lodewijkkerk) est une église catholique datant du XVe siècle, qui se situe au cœur de la ville de Leyde, aux Pays-Bas. Cette église est dédiée à Saint Louis. 

## Histoire
À l'origine, l'église était une chapelle, la chapelle Saint-Jacques, construite en 1477, et appartenait à une résidence servant de refuge aux pèlerins itinérant vers Saint-Jacques de Compostelle. La chapelle était dédiée à Saint Jacques. La façade frontale de l'église fut construite en 1538. La tour, qui s'appelle toujours la tour Saint-Jacques, fut bâtie en 1594 et son carillon en 1598.
La chapelle et la résidence des pèlerins furent vendues en 1547 à la paroisse de Pieterskerk et par la suite à la municipalité de Leyde en 1567. La municipalité de Leyde utilisa d'abord la chapelle pour stocker des céréales et ensuite pour essayer des textiles.

## L'explosion de 1807

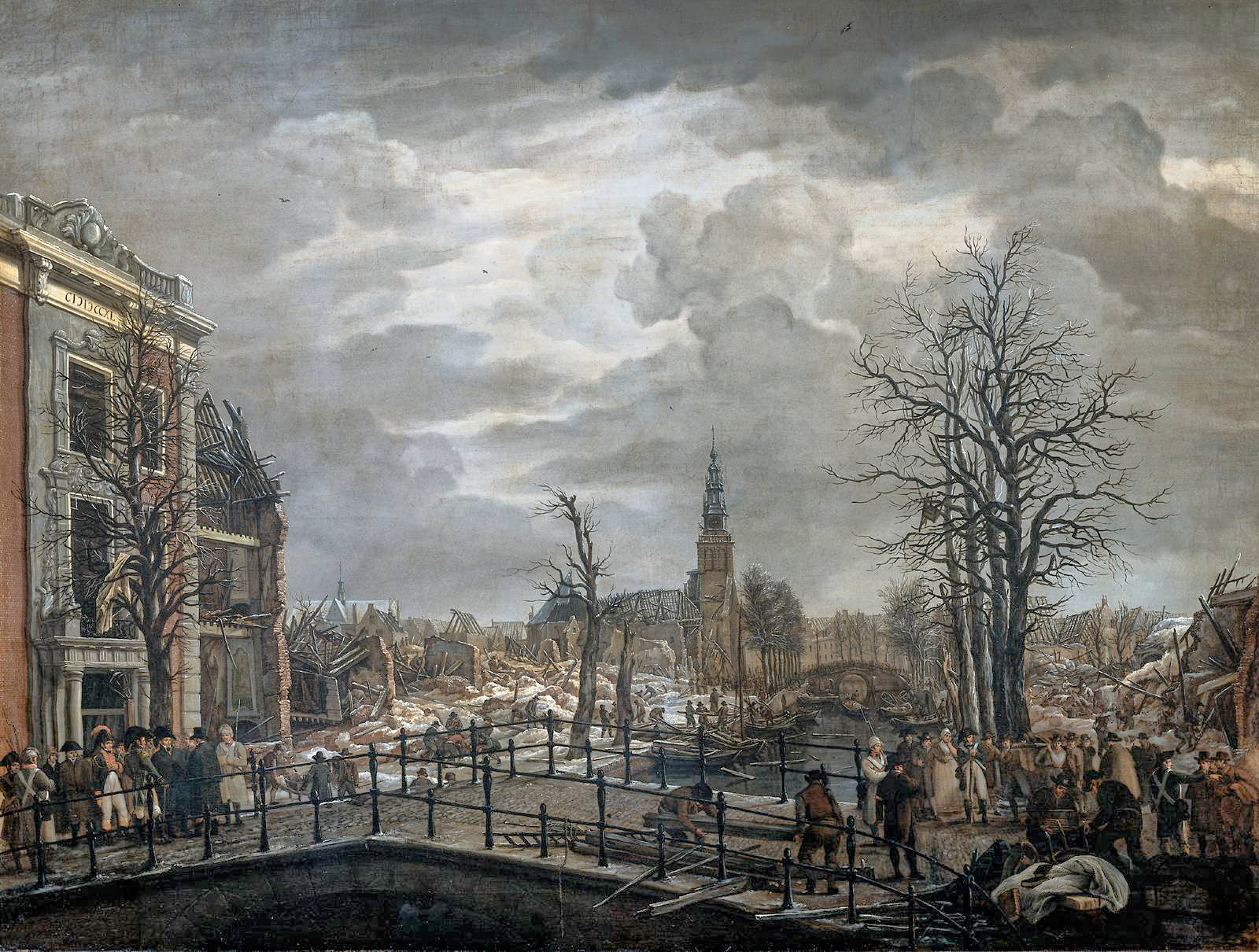
Louis visite la ville de Leyde après l'explosion en 1807.

L'histoire de l'église actuelle est liée étroitement à l'explosion survenue en 1807 d'un navire chargé de poudre à canon. Cette explosion ravagea une grande partie du centre ville de Leyde, en particulier le quartier de Nieuwe Rijn où une église catholique se situait. La chapelle Saint-Jacques fut également très endommagée, mais en revanche sa tour fut miraculeusement demeurée intacte. Le roi de Hollande Louis Bonaparte ordonna la reconstruction de la chapelle Saint-Jacques et sa reconversion en église catholique pour remplacer l'église détruite dans le quartier de Nieuwe Rijn. La reconstruction de l'église fut confiée à l'architecte Jan Giudici. Ensuite l'église fut dédiée à Saint Louis qui était le saint patron de Louis Bonaparte. 

## Usage actuel
Depuis 1957, l'église est utilisée par la paroisse Saint Louis. Une messe est célébrée quotidiennement. L'église est connue pour sa liturgie traditionnelle en néerlandais, en anglais et en latin.